# Veduta

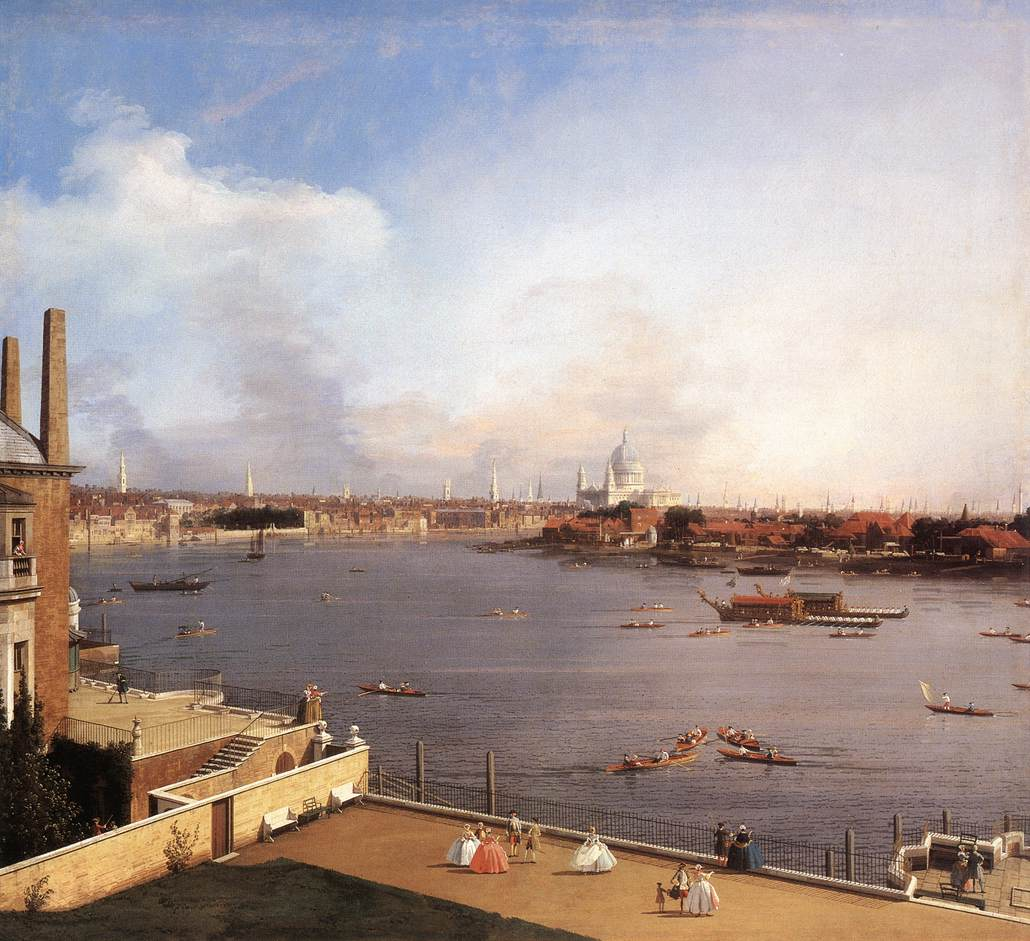
O rio Tâmisa e a Cidade de Londres da Casa Richmond: clássica veduta do pintor Canaletto, 1747.

Nas artes plásticas chama-se veduta (plural, vedute; do italiano, "vista") a gravura, pintura ou desenho rico em detalhes e usualmente em grande escala que apresenta a perspectiva de uma paisagem urbana ou de outros panoramas.

## Origem
Esse gênero de paisagem originou-se de Flandres, onde artistas como Paul Bril começaram a pintar vedute, ainda no século XVI. No século XVII, pintores holandeses elaboraram uma especialidade de panoramas urbanos altamente detalhados e reconhecíveis, apelando ao senso de orgulho da classe média holandesa. O padre, arquiteto e projetista Lieven Cruyl (1640-1720), da cidade de Gante, contribuiu com o desenvolvimento da veduta durante sua estadia em Roma, no final do século XVII. Seus desenhos reproduziam os aspectos topográficos da paisagem urbana.